# Dyskografia Green Day
Poniżej znajduje się kompletna dyskografia zespołu Green Day.

## Albumy
| Rok                              | Tytuł                                                                                                   | Pozycja na liście | Pozycja na liście | Pozycja na liście | Pozycja na liście | Pozycja na liście | Pozycja na liście | Pozycja na liście | Pozycja na liście | Pozycja na liście | Pozycja na liście | Sprzedaż                       | Certyfikat |
| Rok                              | Tytuł                                                                                                   | US                | AUS               | BEL (FL)          | CAN               | GER               | IRL               | NLD               | NZ                | SWE               | UK                | Sprzedaż                       | Certyfikat |
| -------------------------------- | --- | ----------------- | ----------------- | ----------------- | ----------------- | ----------------- | ----------------- | ----------------- | ----------------- | ----------------- | ----------------- | ------------------------------ | --- |
| 1990                             | 39/Smooth - Data: 13 kwietnia 1990 (US) - Wydawca: Lookout! - Format: CS, LP                            | –                 | –                 | –                 | –                 | –                 | –                 | –                 | –                 | –                 | –                 |                                | |
| 1992                             | Kerplunk! - Data: 17 stycznia 1992 (US) - Wydawca: Lookout! - Format: CD, CS, LP                        | –                 | –                 | –                 | –                 | –                 | –                 | –                 | –                 | –                 | –                 | - US: 699 000 - Świat: 4 000   | * RIAA: platyna |
| 1994                             | Dookie - Data: 1 lutego 1994 (US) - Wydawca: Reprise - Format: CD, CS, LP                               | 2                 | 1                 | 13                | 1                 | 4                 | 38                | 5                 | 1                 | 3                 | 13                | - US: 10 000 - Świat: 16 000   | * RIAA: 10× platyna (diament) - ARIA: 5× platyna - BPI: 3× platyna - BVMI: 3× złoto - IFPI SWE: złoto - IRMA: 4× platyna - MC: diament - ZPAV: złoto      |
| 1995                             | Insomniac - Data: 10 października 1995 (US) - Wydawca: Reprise - Format: CD, CS, LP                     | 2                 | 5                 | 17                | 4                 | 12                | –                 | 22                | 5                 | 5                 | 8                 | - US: 2,100 000                | * RIAA: 2× platyna - BPI: platyna - BVMI: złoto - MC: 2× platyna                                                                                          |
| 1997                             | Nimrod - Data: 14 października 1997 (US) - Wydawca: Reprise - Format: CD, CS, LP                        | 10                | 3                 | –                 | 4                 | 31                | 34                | 80                | 22                | 36                | 11                | - US: 2,100 000                | * RIAA: 2× platyna - ARIA: 3× platyna - BPI: platyna - MC: 2× platyna                                                                                     |
| 2000                             | Warning - Data: 3 października 2000 (US) - Wydawca: Reprise - Format: CD, CS, LP                        | 4                 | 7                 | –                 | 2                 | 21                | 13                | 84                | 20                | 25                | 4                 | - US: 1 000 - Świat: 2,400 000 | - RIAA: platyna - ARIA: platyna - BPI: srebro - MC: platyna                                                                                               |
| 2004                             | American Idiot - Data: 21 września 2004 (US) - Wydawca: Reprise - Format: CD, LP, digital download      | 1                 | 1                 | 6                 | 1                 | 3                 | 1                 | 4                 | 2                 | 1                 | 1                 | - US: 6 000 - Świat: 14 000    | - RIAA: 6× platyna - ARIA: 6× platyna - BPI: 6× platyna - BVMI: 3× platyna - IFPI SWE: 3× platyna - IRMA: 8× platyna - MC: 6× platyna - RIANZ: 4× platyna |
| 2009                             | 21st Century Breakdown - Data: 15 maja 2009 (US) - Wydawca: Reprise - Format: CD, LP, digital download  | 1                 | 2                 | 2                 | 1                 | 1                 | 1                 | 4                 | 1                 | 1                 | 1                 | - US: 1 000                    | - RIAA: platyna - ARIA: platyna - BPI: platyna - BVMI: 3× złoto - IRMA: platyna - IFPI SWE: złoto - MC: 2× platyna - RIANZ: platyna                       |
| 2012                             | ¡Uno! - Data: 24 września 2012 (US) - Wydawca: Reprise - Format: CD, LP, digital download               | 2                 | 3                 | 6                 | 3                 | 2                 | 3                 | 8                 | 2                 | 3                 | 2                 | - US: 139 000                  | - BPI: srebro |
| 2012                             | ¡Dos! - Data: 13 listopada 2012 (US) - Wydawca: Reprise - Format: CD, LP, digital download              | 9                 | 10                | 11                | 12                | 4                 | 11                | 13                | 5                 | 10                | 10                |                                | |
| 2012                             | ¡Tré! - Data: 11 grudnia 2012 (US) - Wydawca: Reprise - Format: CD, LP, digital download                | 13                | 22                | 36                | 22                | 17                | 37                | 30                | 16                | 30                | 31                |                                | |
| 2016                             | Revolution Radio - Data: 7 października 2016 (US) - Wydawca: Reprise - Format: CD, LP, digital download | 1                 | 2                 | 2                 | 1                 | 2                 | 1                 | 4                 | 1                 | 2                 | 1                 |                                | |
| 2020                             | Father of All Motherfuckers - Data: 7 lutego 2020 - Wydawca: Reprise - Format: CD, LP, digital download | 4                 | 1                 | 2                 | 6                 | 2                 | 4                 | 15                | 5                 | 19                | 1                 | - US: 42,000 - Świat: 123,000  | |
| 2024                             | Saviors - Data: 19 stycznia 2024 - Wydawca: Reprise - Format: CD, CS, LP, digital download              | 4                 | 2                 | 6                 | 4                 | 2                 | -                 | 6                 | 6                 | 46                | 1                 | - US: 49,000                   | |
| „ – ” pozycja nie była notowana. | |                   |                   |                   |                   |                   |                   |                   |                   |                   |                   |                                | |

## Albumy koncertowe
| 1994                             | Live Tracks - Data: 1994 (AUS) - Wydawca: Reprise - Format: CD                                     | –  | –  | –  | –  | –  | – | –  | – | – | –  |                                                            |
| 1996                             | Foot in Mouth - Data: kwiecień 1996 (JPN) - Wydawca: Reprise - Format: CD                          | –  | –  | –  | –  | –  | – | 45 | – | – | –  |                                                            |
| 1996                             | Bowling Bowling Bowling Parking Parking - Data: lipiec 1996 (JPN) - Wydawca: Reprise - Format: CD  | –  | –  | 34 | –  | –  | – | 42 | – | – | –  |                                                            |
| 2001                             | Tune In, Tokyo... - Data: 9 października 2001 (JPN) - Wydawca: Reprise - Format: CD                | –  | –  | –  | –  | –  | – | 29 | – | – | –  |                                                            |
| 2005                             | Bullet in a Bible - Data: 15 listopada 2005 (US) - Wydawca: Reprise - Format: CD, digital download | 8  | 8  | 5  | 3  | 15 | 8 | 11 | 5 | 7 | 6  | - RIAA: złoto - ARIA: platyna - BPI: platyna - BVMI: złoto |
| 2011                             | Awesome as Fuck - Data: 21 marca 2011 (US) - Wydawca: Reprise - Format: CD, digital download       | 14 | 69 | 8  | 12 | 5  | 9 | 11 | 5 | 9 | 14 | - BVMI: złoto                                              |
| 2012                             | On the Radio - Data: 29 stycznia 2012 (UK) - Wydawca: Smokin' - Format: CD, digital download       | –  | –  | –  | –  | –  | – | –  | – | – | –  |                                                            |
| „ – ” pozycja nie była notowana. | |    |    |    |    |    |   |    |   |   |    |                                                            |

## Kompilacje
| Rok                              | Tytuł                                                                                               | Pozycja na liście | Pozycja na liście | Pozycja na liście | Pozycja na liście | Pozycja na liście | Pozycja na liście | Pozycja na liście | Pozycja na liście | Pozycja na liście | Pozycja na liście | Sprzedaż        | Certyfikat                                                    |
| Rok                              | Tytuł                                                                                               | US                | AUS               | AUT               | GER               | IRL               | ITA               | JPN               | NZ                | SWI               | UK                | Sprzedaż        | Certyfikat                                                    |
| -------------------------------- | --------------------------------------------------------------------------------------------------- | ----------------- | ----------------- | ----------------- | ----------------- | ----------------- | ----------------- | ----------------- | ----------------- | ----------------- | ----------------- | --------------- | ------------------------------------------------------------- |
| 1991                             | 1,039/Smoothed Out Slappy Hours - Data: 1 lipca 1991 (US) - Wydawca: Lookout! - Format: CD          | –                 | –                 | –                 | –                 | –                 | –                 | –                 | –                 | –                 | –                 | - US: 585 000   | * RIAA: złoto                                                 |
| 1999                             | Singles Box - Data: 2 lutego 1999 (US) - Wydawca: Reprise - Format: CD box set                      | –                 | –                 | –                 | –                 | –                 | –                 | –                 | –                 | –                 | –                 |                 |                                                               |
| 2001                             | International Superhits! - Data: 13 listopada 2001 (US) - Wydawca: Reprise - Format: CD, LP         | 40                | 11                | 48                | 67                | 13                | 17                | 4                 | 5                 | 61                | 15                | - US: 1,200 000 | - RIAA: platyna - ARIA: 3× platyna - BPI: platyna - MC: złoto |
| 2002                             | Shenanigans - Data: 2 lipca 2002 (US) - Wydawca: Reprise - Format: CD, LP                           | 16                | –                 | 33                | 100               | 27                | –                 | 13                | –                 | –                 | 32                | - US: 183 000   |                                                               |
| 2009                             | The Green Day Collection - Data: 22 grudnia 2009 (US) - Wydawca: Reprise - Format: Digital download | –                 | –                 | –                 | –                 | –                 | –                 | –                 | –                 | –                 | –                 |                 |                                                               |
| 2012                             | The Studio Albums 1990–2009 - Data: 27 sierpnia 2012 (US) - Wydawca: Reprise - Format: CD box set   | –                 | –                 | 62                | –                 | –                 | –                 | –                 | –                 | 96                | –                 |                 | - ZPAV: złoto                                                 |
| „ – ” pozycja nie była notowana. | |                   |                   |                   |                   |                   |                   |                   |                   |                   |                   |                 |                                                               |

## Ścieżki dźwiękowe
| Rok  | Tytuł | Pozycja na liście | Pozycja na liście | Pozycja na liście | Pozycja na liście | Pozycja na liście |
| Rok  | Tytuł | US                | AUT               | GER               | ITA               | SWE               |
| ---- | --- | ----------------- | ----------------- | ----------------- | ----------------- | ----------------- |
| 2010 | American Idiot: The Original Broadway Cast Recording (wraz z obsadą American Idiot) - Data: 20 kwietnia 2010 (US) - Wydawca: Reprise - Format: CD, digital download | 43                | 15                | 70                | 48                | 46                |

## Minialbumy
| 1989                             | 1 000 Hours - Data: 1989 (US) - Wydawca: Lookout! - Format: 7"                                                       | –   | –  |
| 1990                             | Slappy - Data: 1990 (US) - Wydawca: Lookout! - Format: 7"                                                            | –   | –  |
| 1990                             | Sweet Children - Data: 1990 (US) - Wydawca: Skene! - Format: 7"                                                      | –   | –  |
| 1991                             | Live at Gilman St. - Data: 1991 (US) - Format: 7"                                                                    | –   | –  |
| 2009                             | Last Night on Earth: Live in Tokyo - Data: 11 listopada 2009 (JPN) - Wydawca: Reprise - Format: CD, digital download | 198 | 31 |
| 2009                             | 21 Guns Live EP - Data: 4 września 2009 (AUS) - Wydawca: Reprise - Format: Digital download                          | –   | –  |
| 2012                             | Oh Love - Data: 14 sierpnia 2012 (US) - Wydawca: Reprise - Format: CD                                                | –   | –  |
| „ – ” pozycja nie była notowana. | |     |    |

## Wideografia
| 2001                             | International Supervideos! - Data: 13 listopada 2001 (US) - Wydawca: Reprise - Format: DVD      | 10 | 18 | - RIAA: platyna - ARIA: platyna |
| 2005                             | Bullet in a Bible - Data: 15 listopada 2005 (US) - Wydawca: Reprise - Format: DVD, UMD, Blu-ray | 1  | –  |                                 |
| 2011                             | Awesome as Fuck - Data: 22 marca 2011 (US) - Wydawca: Reprise - Format: DVD, Blu-ray            | –  | –  |                                 |
| „ – ” pozycja nie była notowana. |                                                                                                 |    |    |                                 |

## Single
| Rok  | Tytuł                               | Pozycja na liście | Pozycja na liście | Pozycja na liście | Pozycja na liście | Pozycja na liście | Pozycja na liście | Pozycja na liście | Pozycja na liście | Pozycja na liście | Pozycja na liście | Certyfikat                                                     | Album                                                            |
| Rok  | Tytuł                               | US                | US Alt.           | AUS               | CAN               | GER               | IRL               | NLD               | NZ                | SWE               | UK                | Certyfikat                                                     | Album                                                            |
| ---- | ----------------------------------- | ----------------- | ----------------- | ----------------- | ----------------- | ----------------- | ----------------- | ----------------- | ----------------- | ----------------- | ----------------- | -------------------------------------------------------------- | ---------------------------------------------------------------- |
| 1994 | „Longview”                          | 36                | 1                 | 33                | –                 | –                 | –                 | –                 | –                 | –                 | 30                |                                                                | Dookie                                                           |
| 1994 | „Welcome to Paradise”               | 56                | 7                 | 44                | –                 | –                 | –                 | –                 | 21                | –                 | 20                |                                                                | Dookie                                                           |
| 1994 | „Basket Case”                       | 26                | 1                 | 85                | 12                | 18                | 11                | 39                | 21                | 3                 | 6                 |                                                                | Dookie                                                           |
| 1995 | „When I Come Around”                | 6                 | 1                 | 7                 | 3                 | 45                | –                 | 33                | 4                 | 28                | 27                | - RIAA: złoto                                                  | Dookie                                                           |
| 1995 | „She”                               | 41                | 5                 | –                 | –                 | –                 | –                 | –                 | –                 | –                 | –                 |                                                                | Dookie                                                           |
| 1995 | „J.A.R.”                            | 22                | 1                 | –                 | 63                | –                 | –                 | –                 | –                 | –                 | –                 |                                                                | Angus ścieżka dźwiękowa                                          |
| 1995 | „Geek Stink Breath”                 | 27                | 3                 | 40                | 22                | 73                | 27                | –                 | 11                | 28                | 16                |                                                                | Insomniac                                                        |
| 1995 | „Stuck with Me”                     | –                 | –                 | 46                | –                 | –                 | –                 | –                 | 40                | –                 | 24                |                                                                | Insomniac                                                        |
| 1996 | „Brain Stew/Jaded”                  | 35                | 3                 | 88                | 35                | –                 | –                 | –                 | –                 | –                 | 28                |                                                                | Insomniac                                                        |
| 1996 | „Walking Contradiction”             | 70                | 21                | –                 | –                 | –                 | –                 | –                 | –                 | –                 | –                 |                                                                | Insomniac                                                        |
| 1997 | „Hitchin’ a Ride”                   | 59                | 5                 | 26                | 23                | –                 | –                 | –                 | –                 | –                 | 25                |                                                                | Nimrod                                                           |
| 1997 | „Good Riddance (Time of Your Life)” | 11                | 2                 | 2                 | 5                 | –                 | 30                | –                 | 40                | –                 | 11                | - RIAA: platyna - ARIA: 2× platyna - MC: złoto                 | Nimrod                                                           |
| 1998 | „Redundant”                         | –                 | 31                | 2                 | –                 | –                 | –                 | –                 | –                 | –                 | –                 | - ARIA: 2× platyna                                             | Nimrod                                                           |
| 1999 | „Nice Guys Finish Last”             | –                 | 31                | 88                | –                 | –                 | –                 | –                 | –                 | –                 | –                 |                                                                | Nimrod                                                           |
| 2000 | „Minority”                          | 101               | 1                 | 29                | –                 | –                 | –                 | –                 | 39                | –                 | 18                |                                                                | Warning                                                          |
| 2000 | „Warning”                           | 114               | 3                 | 19                | –                 | –                 | –                 | –                 | 37                | –                 | 27                |                                                                | Warning                                                          |
| 2001 | „Waiting”                           | –                 | 26                | –                 | –                 | –                 | –                 | –                 | –                 | –                 | 34                |                                                                | Warning                                                          |
| 2001 | „Poprocks & Coke”                   | –                 | –                 | –                 | –                 | –                 | –                 | –                 | –                 | –                 | –                 |                                                                | International Superhits!                                         |
| 2004 | „I Fought the Law”                  | –                 | –                 | –                 | –                 | –                 | –                 | –                 | –                 | –                 | –                 |                                                                | –                                                                |
| 2004 | „Shoplifter”                        | –                 | –                 | –                 | –                 | –                 | –                 | –                 | –                 | –                 | –                 |                                                                | –                                                                |
| 2004 | „American Idiot”                    | 61                | 1                 | 7                 | 1                 | 28                | 12                | 37                | 7                 | 18                | 3                 | - RIAA: platyna - ARIA: złoto - MC: 2× platyna                 | American Idiot                                                   |
| 2004 | „Boulevard of Broken Dreams”        | 2                 | 1                 | 5                 | –                 | 13                | 2                 | 25                | 5                 | 2                 | 5                 | - RIAA: 2× platyna - ARIA: platyna - BVMI: złoto - MC: platyna | American Idiot                                                   |
| 2005 | „Holiday”                           | 19                | 1                 | 24                | –                 | 50                | 13                | –                 | 13                | 25                | 11                | - RIAA: platyna                                                | American Idiot                                                   |
| 2005 | „Wake Me Up When September Ends”    | 6                 | 2                 | 13                | –                 | 22                | 13                | 44                | 10                | 21                | 8                 | - RIAA: platyna - MC: platyna                                  | American Idiot                                                   |
| 2005 | „Jesus of Suburbia”                 | –                 | 27                | 24                | –                 | 76                | 26                | –                 | 26                | –                 | 17                |                                                                | American Idiot                                                   |
| 2006 | „The Saints Are Coming” (oraz U2)   | 51                | 22                | 1                 | –                 | 1                 | 1                 | 1                 | 4                 | 4                 | 2                 |                                                                | U218 Singles                                                     |
| 2007 | „Working Class Hero”                | 53                | 10                | 18                | 18                | 26                | 39                | –                 | –                 | 11                | 136               |                                                                | Instant Karma: The Amnesty International Campaign to Save Darfur |
| 2007 | „The Simpsons Theme”                | 106               | –                 | –                 | 61                | 15                | 15                | –                 | –                 | 34                | 19                |                                                                | –                                                                |
| 2009 | „Know Your Enemy”                   | 28                | 1                 | 20                | 5                 | 14                | 11                | 62                | 13                | 10                | 21                | - RIAA: złoto                                                  | 21st Century Breakdown                                           |
| 2009 | „21 Guns”                           | 22                | 3                 | 14                | 35                | 13                | 21                | 89                | 3                 | 8                 | 36                | - RIAA: platyna - ARIA: złoto                                  | 21st Century Breakdown                                           |
| 2009 | „East Jesus Nowhere”                | –                 | 17                | –                 | 71                | –                 | –                 | –                 | –                 | –                 | –                 |                                                                | 21st Century Breakdown                                           |
| 2009 | „21st Century Breakdown”            | –                 | –                 | –                 | –                 | 71                | –                 | –                 | –                 | –                 | –                 |                                                                | 21st Century Breakdown                                           |
| 2010 | „Last of the American Girls”        | –                 | 26                | –                 | –                 | 45                | –                 | –                 | –                 | –                 | –                 |                                                                | 21st Century Breakdown                                           |
| 2010 | „When It’s Time”                    | –                 | –                 | –                 | –                 | –                 | –                 | –                 | –                 | –                 | 68                |                                                                | American Idiot: The Original Broadway Cast Recording             |
| 2012 | „Oh Love”                           | 97                | 3                 | –                 | 45                | 44                | –                 | 88                | –                 | –                 | –                 |                                                                | ¡Uno!                                                            |
| 2012 | „Kill the DJ”                       | –                 | –                 | –                 | –                 | –                 | –                 | –                 | –                 | –                 | 110               |                                                                | ¡Uno!                                                            |
| 2012 | „Let Yourself Go”                   | –                 | 19                | –                 | –                 | –                 | –                 | 99                | –                 | –                 | 193               |                                                                | ¡Uno!                                                            |
| 2012 | „Stray Heart”                       | –                 | –                 | –                 | –                 | –                 | –                 | –                 | –                 | –                 | –                 |                                                                | ¡Dos!                                                            |
| 2013 | „X-Kid"                             | –                 | 35                | –                 | –                 | –                 | –                 | –                 | –                 | –                 | –                 |                                                                | ¡Tré!                                                            |
| 2016 | „Bang Bang"                         | –                 | 1                 | 83                | 75                | –                 | –                 | –                 | –                 | –                 | 84                |                                                                | Revolution Radio                                                 |
| 2016 | „Still Breathing"                   | –                 | 1                 | –                 | –                 | –                 | –                 | –                 | –                 | –                 | –                 |                                                                | Revolution Radio                                                 |
| 2017 | „Revolution Radio"                  | –                 | 21                | –                 | –                 | –                 | –                 | –                 | –                 | –                 | –                 |                                                                | Greatest Hits: God’s Favorite Band                               |
| 2017 | „Back In the USA"                   | –                 | –                 | –                 | –                 | –                 | –                 | –                 | –                 | –                 | –                 |                                                                | Greatest Hits: God’s Favorite Band                               |

### Single promocyjne
| Rok  | Tytuł                              | Album                    |
| ---- | ---------------------------------- | ------------------------ |
| 1995 | „86”                               | Insomniac                |
| 1998 | „Prosthetic Head”                  | Nimrod                   |
| 2001 | „Blood, Sex & Booze”               | Warning                  |
| 2001 | „Macy’s Day Parade”                | Warning                  |
| 2001 | „Maria”                            | International Superhits! |
| 2002 | „Ha Ha You’re Dead”                | Shenanigans              |
| 2011 | „Cigarettes and Valentines” (live) | Awesome as Fuck          |
| 2011 | „21 Guns” (live)                   | Awesome as Fuck          |

## Inne
| Rok  | Utwór                                   | Album                                                  |
| ---- | --------------------------------------- | ------------------------------------------------------ |
| 1994 | „Sweet Home Alabama”                    | Gilman Street Block Party                              |
| 1994 | „Eye of the Tiger”                      | Gilman Street Block Party                              |
| 1994 | „Rock You Like a Hurricane”             | Gilman Street Block Party                              |
| 1997 | "Tired of Waiting for You"              | Private Parts: The Album                               |
| 1999 | "The Ballad of Wilhelm Fink"            | Short Music for Short People                           |
| 1999 | "When I Come Around" (live)             | Saturday Night Live, The Musical Performances Volume 2 |
| 2004 | "Favorite Son"                          | Rock Against Bush, Vol. 2                              |
| 2005 | "American Idiot" (live)                 | Later... with Jools Holland – Even Louder              |
| 2005 | "Holiday"/"We Are the Champions" (live) | Live 8 Berlin                                          |
| 2006 | "Boulevard of Broken Dreams" (live)     | Best of Later... with Jools Holland                    |

## Teledyski
| Rok  | Tytuł                               | Reżyseria                           |
| ---- | ----------------------------------- | ----------------------------------- |
| 1994 | „Longview”                          | Mark Kohr                           |
| 1994 | „Welcome to Paradise”               | Robert Caruso                       |
| 1994 | „Basket Case”                       | Mark Kohr                           |
| 1994 | „When I Come Around”                | Mark Kohr                           |
| 1995 | „Geek Stink Breath”                 | Mark Kohr                           |
| 1995 | „Stuck with Me”                     | Mark Kohr                           |
| 1995 | „Brain Stew/Jaded”                  | Kevin Kerslake                      |
| 1996 | „Walking Contradiction”             | Roman Coppola                       |
| 1997 | „Hitchin’ a Ride”                   | Mark Kohr                           |
| 1997 | „Good Riddance (Time of Your Life)” | Mark Kohr                           |
| 1998 | „Redundant”                         | Mark Kohr                           |
| 1998 | „Nice Guys Finish Last”             | Evan Bernard                        |
| 1999 | „Last Ride In”                      | Lance Bangs                         |
| 2000 | „Minority”                          | Evan Bernard                        |
| 2000 | „Warning”                           | Francis Lawrence                    |
| 2001 | „Waiting”                           | Marc Webb                           |
| 2001 | „Macy’s Day Parade”                 | Mark Kohr                           |
| 2004 | „American Idiot”                    | Samuel Bayer                        |
| 2004 | „Boulevard of Broken Dreams”        | Samuel Bayer                        |
| 2005 | „Holiday”                           | Samuel Bayer                        |
| 2005 | „Wake Me Up When September Ends”    | Samuel Bayer                        |
| 2005 | „Jesus of Suburbia”                 | Samuel Bayer                        |
| 2006 | „The Saints Are Coming” (with U2)   | Chris Milk                          |
| 2007 | „Working Class Hero”                | Samuel Bayer                        |
| 2009 | „Know Your Enemy”                   | Mathew Cullen                       |
| 2009 | „21 Guns”                           | Marc Webb                           |
| 2009 | „East Jesus Nowhere”                | Chris Dugan, M. Douglas Silverstein |
| 2009 | „21st Century Breakdown”            | Marc Webb                           |
| 2010 | „Last of the American Girls”        | Marc Webb                           |
| 2011 | „Cigarettes and Valentines”         | Chris Dugan                         |
| 2012 | „Oh Love”                           | Samuel Bayer                        |
| 2012 | „Kill the DJ”                       | Samuel Bayer                        |
| 2012 | „Let Yourself Go”                   | Tim Wheeler, Farm League            |
| 2012 | „Nuclear Family”                    | Farm League                         |
| 2012 | „Stay the Night”                    | Farm League                         |
| 2012 | „Troublemaker”                      | Farm League                         |
| 2012 | „Stray Heart”                       | Roboshobo                           |